# Getto w Sieniawie
Getto w Sieniawie – getto żydowskie w Sieniawie utworzone w czasie okupacji niemieckiej. Getto zostało utworzone 15 września 1942, a jego likwidacja została przeprowadzona w maju 1943. W getcie w tym okresie znalazło się około 3 tysiące osób, które stopniowo poddawano eksterminacji. Większość jego mieszkańców przewieziono do obozu w Bełżcu, gdzie zostali zamordowani.

## Historia
W chwili wybuchu II wojny światowej w Sieniawie mieszkało około 1300 Żydów – ponad połowa jej mieszkańców. Większość z nich utrzymywała się z handlu i rzemiosła. W mieście działały partie syjonistyczne i ruchy młodzieżowe, odbywały się kursy języka hebrajskiego. Okupacja niemiecka Sieniawy rozpoczęła się we wrześniu 1939 roku, ale wkrótce miejscowość znalazła się pod kontrolą sowietów. Nowe władze nie zgadzały się na funkcjonowanie jakichkolwiek organizacji żydowskich oraz ograniczały prywatną przedsiębiorczość, zamykając większość żydowskich sklepów i nakładając na Żydów wysokie podatki. Gdy w czerwcu 1941 po inwazji na ZSRR, wojska niemieckie ponownie wkroczyły do miasta, aresztowano od 50 do 60 Żydów oskarżonych o współpracę z sowiecką policją. Większość została wykupiona, ale 15 osób zatrzymano i zastrzelono. 
Władze niemieckie nakazały Żydom oznaczenie ich domów gwiazdą Dawida oraz noszenie na ramieniu opaski z gwiazdą Dawida, a w mieście utworzono Judenrat. Na jego czele stanął początkowo Szmarjahu Schmidt, były przewodniczący gminy żydowskiej, a po pewnym czasie zastąpił go Elijahu Gross, o którym wiadomo było, że utrzymywał przyjazne kontakty z miejscowym gestapo. Gross został też mianowany przewodniczącym Regionalnego Centralnego Judenratu, w skład którego wchodziło 15 Judenratów w miejscowościach okolicznych, które miały za zadanie dostarczać Niemcom robotników przymusowych i płacić okup. Żydzi zostali zmuszeni do pracy przymusowej, pod nadzorem ukraińskich policjantów. Pod koniec 1941 zakazano Żydom opuszczania Sieniawy. 
Na początku 1942 w centrum i północnej stronie miasta utworzono obóz przejściowy dla ludności żydowskiej przywożonej z Czech, Węgier, Francji, Belgii, Niemiec, którego pilnowali polscy policjanci. Komendant obozu Franc Zajdel słynął z okrucieństwa, osobiście wykonując egzekucje, nakładał kontrybucje, a po obrabowaniu odsyłał więźniów do obozu w Pełkiniach lub Oświęcimiu.

## Akcja „Reinhardt”
Akcję „Reinhardt” rozpoczęto w dystrykcie krakowskim 31 maja 1942 od Krakowa. W czerwcu i lipcu kontynuowano ją w starostwach: tarnowskim, dębickim, rzeszowskim i przemyskim, jarosławskim i sanockim. W czerwcu 1942 do Sieniawy przetransportowano kilkuset Żydów z likwidowanych gett w Łańcucie i Jarosławiu, a także z okolicznych miejscowości. Miasto miało stać się punktem zbornym społeczności żydowskiej z całego powiatu. W tym też czasie rozpoczęto działania mające na celu likwidację społeczności żydowskiej, która na początku lipca liczyła około 1800 osób. Akcja deportacyjna miała miejsce 20 lipca 1942. Żydom kazano zgromadzić się w synagodze, część wysłano do obozu przejściowego w Pełkiniach – zorganizowanego dla Żydów po wywiezieniu jeńców rosyjskich – skąd rozsyłano do obozów zgłady, natomiast zdrowych mężczyzn wysłano do obozów pracy. Kobiety i dzieci deportowano do obozu zagłady w Bełżcu. Wiele dzieci a także osób starszych zamordowano w czasie akcji w mieście lub w okolicy. Niektóre opracowania wskazują, że 25 sierpnia 1942 miała miejsce akcja likwidacyjna, kiedy to nieznaną ilość Żydów przewieziono do pobliskiej Wólki Pełkińskiej, a stamtąd ciężarówkami do lasu, gdzie zostali zastrzeleni. 
15 września 1942 utworzono getto zamknięte w miejscu byłego obozu przejściowego. Wszyscy chrześcijanie musieli opuścić ten teren, a Żydzi zamieszkać w wyznaczonym obszarze. Utworzono policję żydowską, a getto otoczono drutem kolczastym. Oprócz pozostałych Żydów z Sieniawy w getcie znalazły się społeczności żydowskie z miejscowości takich jak: Leżajsk, Łańcut, Żołynia, Grodzisko i Kańczuga. Getto nadzorowała Niemiecka Żandarmeria i Ukraińska Policja Pomocnicza, niemieckim funkcjonariuszem odpowiedzialnym za getto był żandarm Seidel, któremu pomagał komendant policji ukraińskiej Babak oraz inny Ukrainiec, Kozak. Z getta w 1942 wywieziono kilkuset Żydów do obozu pracy przymusowej w Rozwadowie. Wielu zostało tam zamordowanych.
W październiku 1942 doszło do egzekucji członków Judenratu. Członkowie wraz z ich przewodniczącym zostali zamordowani przed budynkiem Rady Żydowskiej, po próbie przekupienia futrami i kosztownościami Kreishauptmanna – namiestnika powiatu – w Jarosławiu. Do getta przywieziono też i zamordowano wraz z rodzinami, wszystkich przewodniczących Judenratów z okolicznych miejscowości. Zgodnie z raportem Żydowskiej Samopomocy Społecznej z 26 października 1942 społeczność żydowska w getcie liczyła 1300 osób, a w listopadzie liczba spadła do 1100 osób. W listopadzie 1942 getto zostało otoczone, a jego mieszkańcy deportowani do obozu zagłady w Bełżcu. Wielu zbiegło w czasie likwidacji getta i transportu zostali jednak schwytani. 
Getto w Sieniawie funkcjonowało do 4 maja 1943, według Encyclopedia of Camps and Ghettos, 1933–1945 nie jest znana liczba pozostających wówczas w getcie Żydów oraz to, w jaki sposób przeprowadzona została jego likwidacja. W tym samym miesiącu na miejscowym cmentarzu żydowskim dokonano egzekucji, podczas której zamordowano około 600 Żydów, m.in. zbiegłych z transportu. Wiosną 1944 oddział SS ekshumował zwłoki, a następnie przewiózł je do Koniaczowa i tam spalił.